# تیتونین
| سامانه  | ردیف  | اشکوب      | میلیون سال  |
| ------- | ----- | ---------- | ----------- |
| کرتاسه  | پیشین | بریاسین    | → پیش از آن |
| ژوراسیک | پسین  | تیتونین    | ۱۴۵٫۰–۱۵۲٫۱ |
| ژوراسیک | پسین  | کیمریجین   | ۱۵۲٫۱–۱۵۷٫۳ |
| ژوراسیک | پسین  | آکسفوردین  | ۱۵۷٫۳–۱۶۳٫۵ |
| ژوراسیک | میانه | کالووین    | ۱۶۳٫۵–۱۶۶٫۱ |
| ژوراسیک | میانه | باتونین    | ۱۶۶٫۱–۱۶۸٫۳ |
| ژوراسیک | میانه | باجوسین    | ۱۶۸٫۳–۱۷۰٫۳ |
| ژوراسیک | میانه | آلنین      | ۱۷۰٫۳–۱۷۴٫۱ |
| ژوراسیک | پیشین | توآرسین    | ۱۷۴٫۱–۱۸۲٫۷ |
| ژوراسیک | پیشین | پلینسباخین | ۱۸۲٫۷–۱۹۰٫۸ |
| ژوراسیک | پیشین | سینمورین   | ۱۹۰٫۸–۱۹۹٫۳ |
| ژوراسیک | پیشین | هتانجین    | ۱۹۹٫۳–۲۰۱٫۳ |
| تریاس   | پسین  | راتین      | → پس از آن  |

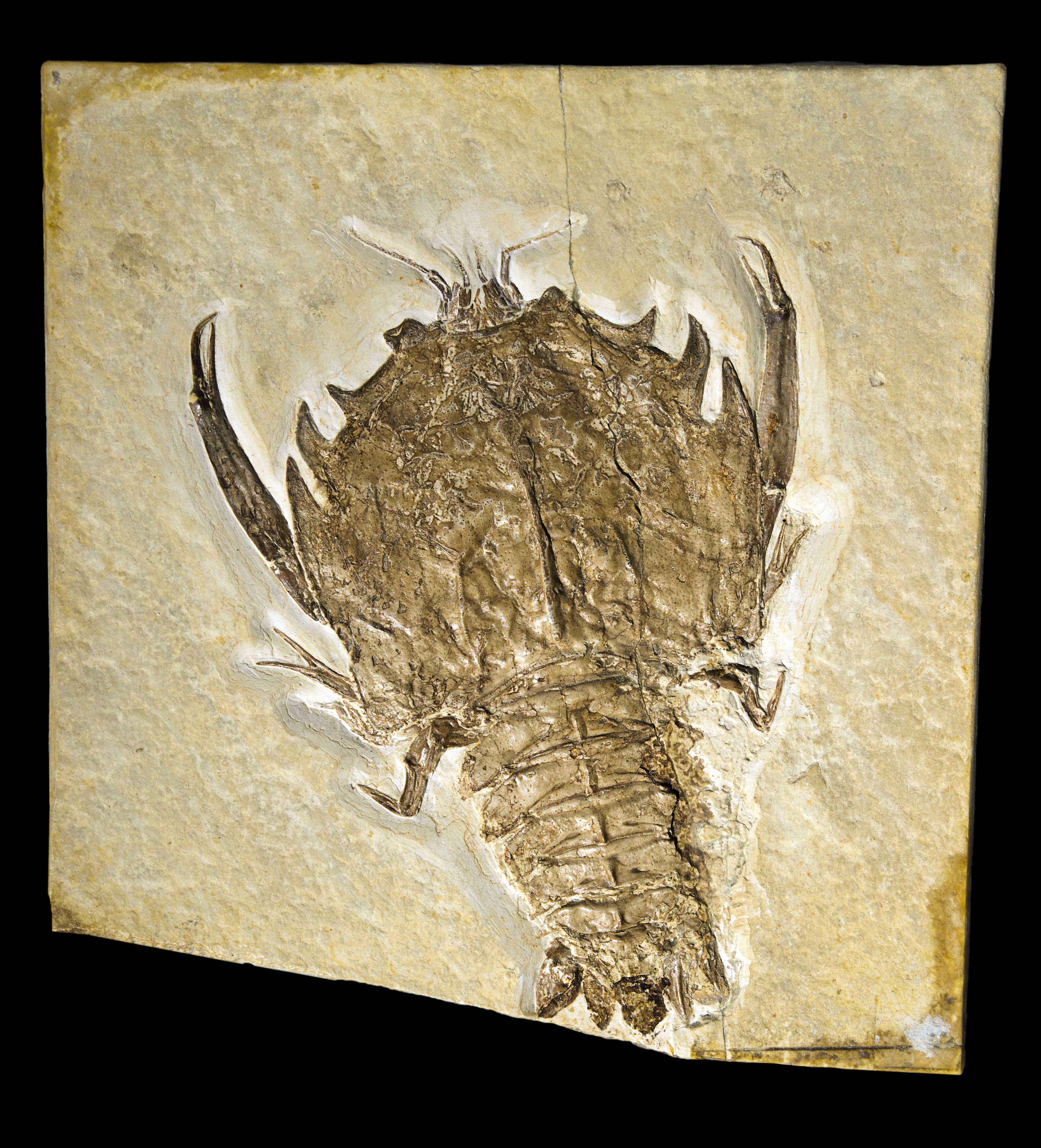
مرحله Eryon cuvieri: Tithonianسالهای مابین 150.8 ± 4 Ma و 145.5 ± 4 Ma (میلیون سال پیش) محل فسیل: Solnhofen Plattenkalk، Solnhofen، آلمان

تیتونین (انگلیسی: Tithonian) در مقیاس زمانی زمین‌شناسی، اشکوب بالایی یا آخرین عصر از دور ژوراسیک پسین به‌شمار می‌رود. تیتونین در ستون چینه‌شناسی پس از اشکوب کیمریجین و پیش از بریاسین (در دوره کرتاسه) جای می‌گیرد. عصر تیتونین از حدود ۴ ± ۱۵۲٫۱ میلیون سال پیش آغاز شده و تا حدود ۴ ± ۱۴۵ میلیون سال پیش ادامه یافت.

## نام‌گذاری
نام اشکوب تیتونین در سال ۱۸۶۵ توسط چینه‌شناس آلمانی آلبرت اوپل به مجامع علمی معرفی شد. این نام نسبت به نام دیگر اشکوب‌های زمین‌شناسی غیرمعمول است، چون از نام تیتون پسر لائومدون که یکی از اساطیر یونانی است، گرفته شده است.